# 洛皮塔勒 (安省)
洛皮塔勒（法語：Lhôpital，法語發音：[lopital]）是法国东部安省的一个旧市镇，属于楠蒂阿区。2019年，洛皮塔勒与市镇叙尔茹合并为新市镇叙尔茹-洛皮塔勒。

## 地理
洛皮塔勒（46°1'18"N, 5°46'42"E）面积3.68 平方千米，位于法国奥弗涅-罗讷-阿尔卑斯大区安省，该省份为法国东部省份，北起汝拉省，西北接索恩-卢瓦尔省，西接罗讷省和里昂大都会，南至伊泽尔省，东与萨瓦省、上萨瓦省和瑞士接壤。
与洛皮塔勒接壤的市镇（或旧市镇、城区）包括：沙奈、上瓦尔罗梅、安茹-热尼西亚、叙尔茹、奥托讷、松日约。
洛皮塔勒的时区为UTC+01:00、UTC+02:00（夏令时）。

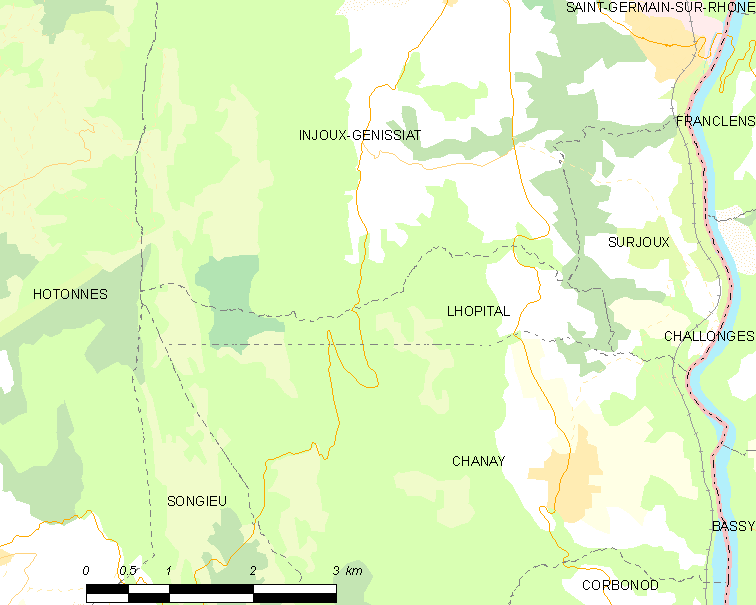
洛皮塔勒的OSM定位图

## 行政
洛皮塔勒的邮政编码为01420，INSEE市镇编码为01215。

## 政治
洛皮塔勒所属的省级选区为瓦尔瑟罗讷县。

## 人口

1962-2008年间洛皮塔勒人口变化图示

洛皮塔勒于2018年1月1日时的人口数量为52人。